# السلطنة الشريفة

خريطة المغرب الكبير سنة 1798، والتي طالب بها بعض زعماء الحركة الوطنية المغربية.

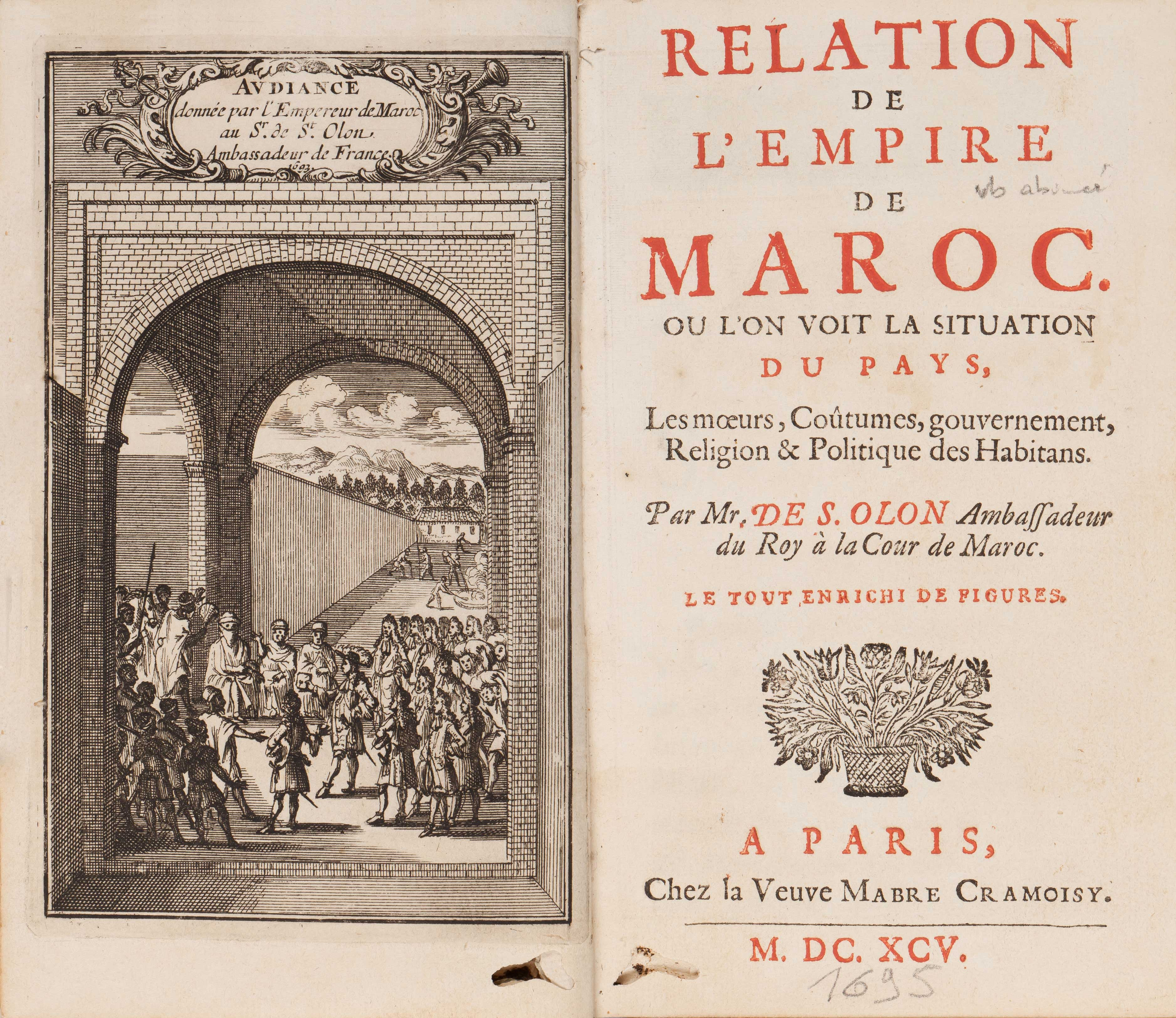
كتاب «الحالة الحالية لإمبراطورية المغرب» من تأليف الدبلوماسي الفرنسي فرانسوا بيدو سنة 1695.

السلطنة الشريفة هي إحدى الدول الإسلامية التي قامت في بلاد المغرب. عٌرفت باسمها هذا نسبة إلى الأشراف آل البيت الهاشميين. تنقسم الدولة الشريفة إلى فترتين، تسمّى الأولى بدولة الأشراف السعدية، وأما الفترة الثانية فهي دولة الأشراف العلوية أو أشراف سجلماسة. وفي دستور 1908  تم تبني تسمية المغرب على الشكل التالي: «السلطنة المغربية الشريفة » وبجانب أسماء رسمية أخرى مثل «المملكة الشريفة» لكن اسم المَغرِبِ الأَقصَى كان وما زال الأكثر شيوعا وتداولا في الأدبيات الإسلامية والعربية.

## جغرافيا
كانت السلطنة الشريفة تتألف من حوالي ست عمالات هي:
- المغرب الشرقي الذي يبتدئ من وجدة ويمر من تازة إلى تافيلالت.
- ناحية الشمال وفيها تطوان وطنجة والقصر والعرائش ووزان ومركزها العام مدينة فاس.
- الغرب ومركزه مكناس.
- ناحية العدوتين وتامسنا وتشمل الرباط وسلا وقبائل الشاوية ودكالة.
- ناحية الحوز ومركزها مراكش مع آسفي والصويرة.
- الجنوب ويمتد من المحيط إلى حدود الجزائر وتزنيت ويندرج فيه أقصى الجنوب إلى نهر السنغال (شنقيط والساقية الحمراء وتوات وعين صالح الخ.)

## تاريخ
قيام الدولة الشريفة بدأ شاقا وغير محكم التنظيم بسبب انعدام مسطرة لولاية العرش وعدم اعتماد الشورى في الاختيار داخل الاسرة نفسها.

### الأصول
نشأت السلالة الحاكمة للسلطنة، العلويون (حرفيًا "أحفاد علي"؛ وتُرجمت أحيانًا إلى الأشراف الفيلاليين)، من مستوطنة سجلماسة في واحة تافيلالت الشرقية. لا يُعرف الكثير عن تاريخهم قبل القرن السابع عشر، ولكن بحلول هذا القرن أصبحوا القادة الرئيسيين لتافيلالت.
يُعتقد أن العلويين هم من نسل المهاجرين من ينبع في الحجاز الذين استقروا في شمال إفريقيا أثناء الجفاف الذي أثر على المنطقة في القرن الثالث عشر. تدعي السلالة النسب إلى النبي محمد من خلال حفيده الحسن، نجل علي، وابنة النبي محمد فاطمة.

كان وضعهم كـشرفاء (من نسل النبي) جزءًا من سبب نجاحهم، حيث رأت العديد من المجتمعات في المغرب في هذا العصر بشكل متزايد أن وضع الأشراف والنسب النبيل هو أفضل ادعاء للشرعية السياسية. كما ادعت سلالة السعديين، التي حكمت المغرب خلال القرن السادس عشر وسبقت العلويين، نسبًا شريفًا ولعبت دورًا مهمًا في ترسيخ هذا النموذج من الشرعية السياسية والدينية في المجتمع المغربي.:228
- رسم توضيحي لواحة تافيلالت، موطن سلالة العلويين، بواسطة والتر بيرتون هاريس، 1895.

يُعتقد أن بطريرك السلالة هو مولاي حسن بن القاسم الداخل (الحسن الداخل)، الذي أسس أرستقراطية دينية بنسبه الأشرافي في جميع أنحاء الواحة. اشتُهر بتقواه العميقة، ويُعتقد أنه انتقل إلى سجلماسة في عام 1265 تحت حكم المرينيين بناءً على طلب السكان المحليين الذين روجوا له كإمام لتافيلالت ورأوا أن وجود الأشراف في المنطقة مفيد للشرعية الدينية.
ترك الحسن الداخل ابنًا، اسمه محمد، والذي بدوره لم يكن له سوى سليل واحد يحمل نفس اسم جده. قام أحد أبناء هذا السليل، مولاي الشريف بن علي، بالحج إلى مكة وشارك في الحروب المغربية البرتغالية في القرن السادس عشر كما دعاه النصريون للقتال ضد قشتالة في شبه الجزيرة الأيبيرية أثناء حرب غرناطة. رفض الاستقرار في غرناطة بناءً على طلب العلماء في المدينة، بل استقر لسنوات عديدة في فاس وصفرو قبل العودة إلى تافيلالت.

### الصعود إلى السلطة
لقد حدث صعود العائلة إلى السلطة في أوائل إلى منتصف القرن السابع عشر، عندما كانت قوة سلاطين مراكش السعديين في انحدار خطير وكانت فصائل إقليمية متعددة تتقاتل من أجل السيطرة على البلاد. ومن بين أقوى هذه الفصائل كانت الدلائية، وهي اتحاد للأمازيغ (البربر) في الأطلس الأوسط الذين هيمنوا بشكل متزايد على وسط المغرب في هذا الوقت، ووصلوا إلى ذروة قوتهم في أربعينيات القرن السابع عشر. وكان آخرهم علي أبو حسون السملالي، الذي أصبح زعيمًا لوادي سوس منذ عام 1614.: 222، 228  وعندما وسع أبو حسون سيطرته إلى منطقة تافيلالت في عام 1631، أرسلت الدلائية بدورها قوات لفرض نفوذها في المنطقة. اختار السكان المحليون زعيمًا لهم هو رئيس الأسرة العلوية، محمد الشريف (المعروف باسم مولاي علي الشريف، أو مولاي الشريف، أو محمد الأول) معترفين به كـسلطان.: 222، 228  قاد مولاي الشريف هجومًا ضد حامية أبو حسون في تابوصمت في عام 1635 أو 1636 (1045 هـ) لكنه فشل في طردهم. أجبره أبو حسون على الذهاب إلى المنفى إلى وادي سوس، لكنه عامله أيضًا بشكل جيد؛ من بين أمور أخرى، وهب له أبو حسون جارية أنجبت لاحقًا أحد أبنائه، مولاي إسماعيل.: 228 : 224
بينما بقي والدهم في المنفى، خاض أبناء الشريف النضال. ابنه سيدي محمد (أو محمد الثاني)، أصبح الزعيم بعد عام 1635 وقاد بنجاح تمردًا آخر طرد قوات أبو حسون في عام 1640 أو 1641 (1050هـ). وبهذا النجاح، أُعلن سلطانًا بدلاً من والده الذي تنازل له عن العرش.: 228–229 : 224–225  ومع ذلك، غزت الدلائية المنطقة مرة أخرى في عام 1646 وبعد انتصارهم في القاع أجبروه على الاعتراف بسيطرتهم على جميع الأراضي الواقعة غرب وجنوب سجلماسة. ولما عجز عن معارضتهم، قرر سيدي محمد التوسع في الاتجاه المعاكس، إلى الشمال الشرقي.: 228–229: 224–225  : 22  وتقدم حتى الأغواط وتلمسان في الجزائر عام 1650. وأثارت غزواته للجزائر رد فعل من قادة الوصاية العثمانية على الجزائر، الذين أرسلوا جيشًا طارده إلى سجلماسة. في المفاوضات مع مفوضية من الجزائر، وافق سيدي محمد على عدم العبور إلى الأراضي العثمانية مرة أخرى وتم تحديد نهر التفنة كحدود شمالية لهم.: 79: 228–229 : 224–225 
في عام 1645 ومرة أخرى في عام 1652، فرض سيدي محمد حكمه أيضًا على توات، وهي واحة في الصحراء الكبرى إلى الجنوب الشرقي.: 232
على الرغم من بعض النكسات الإقليمية، إلا أن نفوذ العلويين نما ببطء، ويرجع ذلك جزئيًا إلى تحالفهم المستمر مع بعض القبائل العربية في المنطقة. في يونيو 1650، رفض زعماء فاس (أو على وجه التحديد فاس البالي، المدينة القديمة)، بدعم من القبائل العربية المحلية، سلطة الدلائية ودعوا سيدي محمد للانضمام إليهم. ومع ذلك، بعد وصوله بفترة وجيزة، اقترب جيش الدلائية من المدينة، وأدرك القادة المحليون أنهم لا يملكون القوة الكافية لمواجهتهم، فأوقفوا انتفاضتهم وطلبوا من سيدي محمد المغادرة.: 229
توفي الشريف في عام 1659، وأُعلن سيدي محمد مرة أخرى ملكًا. ومع ذلك، أثار هذا صراعًا على الخلافة بين سيدي محمد وواحد من إخوته غير الأشقاء الأصغر سنًا، الرشيد. تفاصيل هذا الصراع طويلة، ولكن في النهاية يبدو أن الرشيد قد فر من سجلماسة خوفًا من أخيه ولجأ إلى الدلائية في الأطلس المتوسط. ثم انتقل إلى شمال المغرب، وقضى بعض الوقت في فاس، قبل أن يستقر في أنجاد (شمال شرق المغرب اليوم). تمكن من تأمين تحالف مع نفس قبائل بني معقل العربية التي دعمت شقيقه سابقًا وأيضًا مع آيت يزناسين (بني سناسن)، قبيلة أمازيغية زناتة. اعترفت به هذه المجموعات كسلطان في عام 1664،  وفي نفس الوقت تقريبًا، أنشأ سيدي محمد قاعدة جديدة لنفسه في أقصى الغرب مثل أزرو. كانت قوة الدلائية في تراجع، وسعى كل من الأخوين إلى الاستفادة من هذا، لكن كل منهما وقف في طريق الآخر. عندما هاجم سيدي محمد أنجاد لإجبار شقيقه المتمرد على الاستسلام في 2 أغسطس 1664، قُتل بدلاً من ذلك بشكل غير متوقع وهُزمت جيوشه.: 229: 225

بحلول هذا الوقت، كانت مملكة الدلائية، التي امتدت ذات يوم إلى فاس ومعظم وسط المغرب، قد تراجعت إلى حد كبير إلى موطنها الأصلي في الأطلس المتوسط. تُرك الرشيد مسيطرًا على القوات العلوية وفي أقل من عقد من الزمان تمكن من توسيع سيطرة العلويين على كل المغرب تقريبًا، وإعادة توحيد البلاد تحت سلالة شريفة جديدة.: 229  في وقت مبكر، نجح في كسب المزيد من القبائل العربية الريفية إلى جانبه ودمجها في نظامه العسكري، والمعروفة أيضًا باسم قبائل الكيش، أصبحت واحدة من أهم وسائله لفرض السيطرة على المناطق والمدن. في عام 1664، سيطر على تازة، لكن فاس رفضت سلطته وفشل حصار المدينة في عام 1665. بعد المزيد من الحملات في منطقة الريف، حيث حصل على المزيد من الدعم، عاد الرشيد وضمن استسلام المدينة في يونيو 1666.: 230 : 83  لقد جعل المدينة عاصمته، لكنه توطين قبائله العسكرية في أراضي أخرى وفي قصبة جديدة خارج المدينة (قصبة شراردة اليوم) لتجنب شكاوى سكان المدينة حول سلوكهم. ثم هزم بقايا الدلائية بغزو وتدمير عاصمتهم في الأطلس المتوسط في يونيو 1668. وفي يوليو استولى على مراكش من أبو بكر بن عبد الكريم الشباني، نجل المغتصب الذي حكم المدينة منذ اغتيال ابن أخيه أحمد العباس، آخر سلاطين السعديين.: 230 

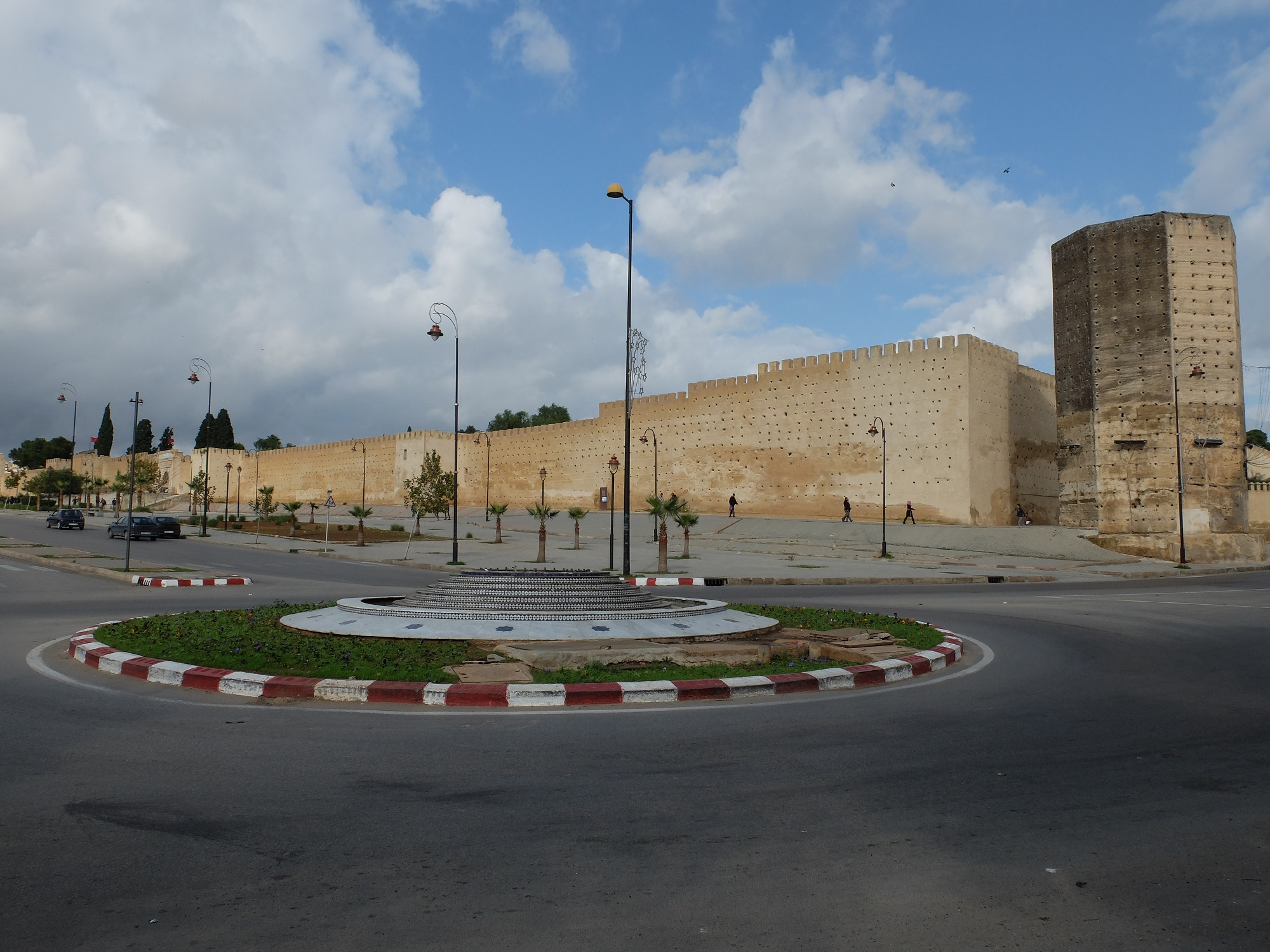
أسوار قصبة شراردة في فاس، وهي قلعة حامية بناها مولاي الرشيد لإيواء بعض قبائل الكيش التابعة له.

استولت قوات الرشيد على وادي سوس والأطلس الصغير في الجنوب، وأجبرت سلا وجمهورية بورقراق على الاعتراف بسلطته، بينما في الشمال، باستثناء الجيوب الأوروبية، كان مسيطرًا على كل الريف بما في ذلك القصر الكبير وتطوان ووجدة في الشمال الشرقي. وبذلك نجح الرشيد في إعادة توحيد البلاد تحت حكم واحد. ومع ذلك، لم يتمكن من التمتع بهذا النجاح لفترة طويلة، وتوفي شابًا في عام 1672 أثناء وجوده في مراكش.: 225 

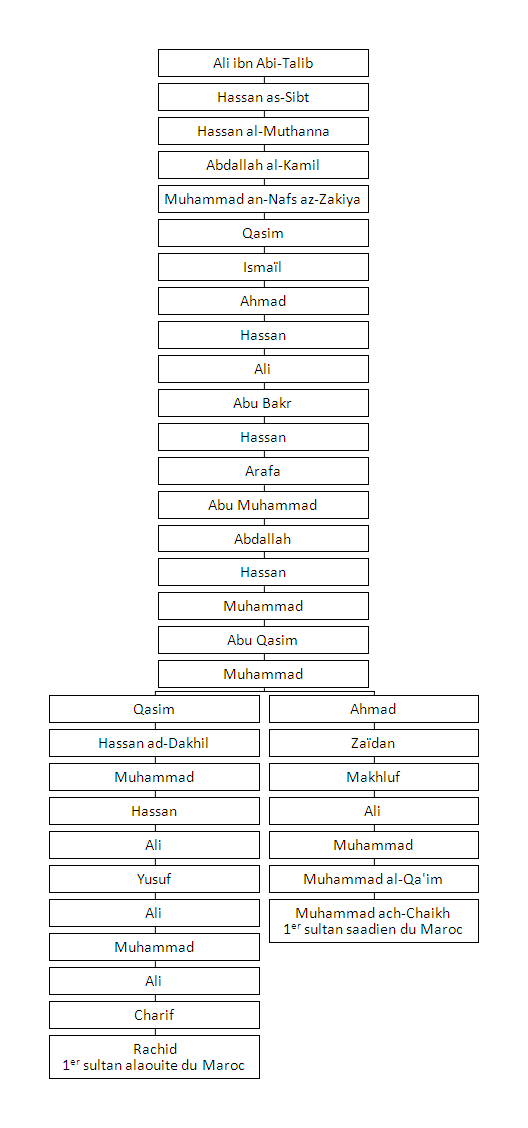
علم الأنساب من الشرفاء السعديين والعلويين في المغرب ، مما يدل على أسرهم

### السعديون
كان السعديون في أول أمرهم داعين إلى الجهاد ضد البرتغال. حاربوا الوطاسيين وانتصروا عليهم واستولوا على تافيلالت وأكادير وآسفى وآزمور، ثم حاصروا فاس وقبض على الوطاسيين وغربوهم إلى درعة.
ولما استتب الأمر للقائم بأمر الله حرّض الناس على مقارعة البرتغال والجهاد فيهم ورد جموعهم عن ثغور المغرب وبلاده، ولما رأى الناس ذلك خضعوا لسلطانه. ورفع شأنهم السلطان أحمد المنصور الذهبي بعد معركة وادي المخازن، وامتدت وتوسعت حدود الدولة المغربية إلى أعماق الصحراء الكبرى بعد الحرب المغربية السونغية التي عرفت مشاركة العنصر الأندلسي في الجيش المغربي. اهتمت هذه الدولة بالجانب الثقافي، فكان الكثير من سلاطينها من المؤلفين، والخزانة الزيدانية شاهد على ذلك. حتى انقرضت دولتهم سنة 1069 هـ - 1659 م، بعد صراع مرير بين أبناء أحمد المنصور، زيدان الناصر والشيخ المأمون.

### الفيلاليون
ينتسب العلويون إلى محمد النفس الزكية. انتقل منهم إلى المغرب الحسن الداخل أواخر القرن السابع الهجري وتوفي بسجلماسة من اقليم تافيلالت وشهر بنبل الخصال. وبرز من ذريته علي الشريف الذي امتاز بالزهد وحركات الجهاد في الأندلس وبلاد السودان الغربي.
حاولت الطرق الصوفية ملء الفراغ السياسي، حتى ظهرت في تلك الأثناء أسرة علي الشريف التي اعتمدت على نسبها إلى النبي محمد، ففتح لها هذا النسب مجالا سياسيا جديدا، فعرفت لدى الأوروبيين أحيانا بالأسرة الشريفة، وعرفت مراكش عندهم بالإمبراطورية الشريفة.
تمكن ابنه الأمير محمد بن علي الشريف من السيطرة على وجدة وهاجم تلمسان، لكن اخاه الرشيد اخد ينافسه بعد وفاة والدهما، وقتله في مواجهة وقعت بينهما. بعد مقتل اخيه محمد بويع واستولى على تازة وتوجه إلى سجلماسة فدخلها عنوة بعد حصارها مدة 9 أشهر. ودخل فاس سنة 1076، ودخل مراكش في نفس السنة. ثم إقليم تطوان، فالريف وبلاد سوس، يعتبر هو المؤسس الحقيقي للدولة العلوية.
تعد فترة بين 1139 هـ - 1171 هـ / 1727م - 1757 م التي تولى فيها الحكم سبعة سلاطين من أبناء المولى إسماعيل وهم، أحمد الذهبي الذي بويع مرتين، وبويع مرة واحدة كل من عبد الملك وعلي الأعرج ومحمد المستضيء وزين العابدين، وبالنسبة لعبد الله فقد بويع ست مرات.
وتعتبر هده الفترة من بين اشد فترات تاريخ المغرب اضطرابا فقد شهدت تنصيب هؤلاء الأبناء ولم يكن أحد منهم بقادر على اقرار النظام وحل الأزمة السياسية والتنظيمية لشؤون البلاد. وبسبب هذه الازمة حصل رد فعل وكانت فوضى لم يعرف الناس لها مثيل وقاست الأمة بسبب تلك الاضطرابات فتنا واهوالا. ولقد نسف أبناء المولى إسماعيل بتنازعهم ذلك البنيان الشامخ نسفا، وبدلوا امن البلاد خوفا وقوتها ضعفا.

## ترتيب نظام الحكم
- المولى كان لقب السلطان بينما كان يطلق على نظام السلطان بالفرنسية (بعد الاستعمار) اسم الأمبريالي أي الأمبراطوري. وكان يقال عن السلطنة المغربية إنها الإيالة الشريفة.[32]
- الحاجب: الذي يعد أول مسؤول في الدولة بعد السلطان سواء عند الأشراف السعديين أو العلويين، يشرف على القسم الداخلي من «دار المخزن» أي القصر السلطاني في كل ما يهم الحياة الخاصة للسلطان والعائلة السلطانية.
- قائد المشور: هو موظف يسهر على أمن دار المخزن وبالتحديد القسم الخارجي منه فهو المكلف بالعلاقة بين الحاجب وعموم الزائرين ويمارس مهامه عن طريق المشاورية أو مكاتب الوزراء وكبار المسؤولين هذا إلى جانب طائفة من المسخرين.
- وزراء الحكومة الشريفة: الذين يشاركون في تحضير القرارات السلطانية وتبليغ أوامر السلطان للمعنيين بها وكذا السهر على مراقبة تطبيقها من لدن السلطان غير المتمركزة وقد يباشرون بعض الاختصاصات بتفويض من السلطان وتحت مراقبته، والوزراء هم:

الصدر الأعظم أو الوزير الأعظم: له الحق في التقرير والبث في الأمور السياسية لكونه لم يكن رئيسا للحكومة وكان مكتبه يعرف ب «البنيقة الكبرى»، ويشرف خاصة على نشاط القضاة ونظار الأحباس ونقباء الأشراف، ومراقبة رجال السلطة المحلية من باشوات وقواد، وتحرير الظهائر والمراسيم المولوية.
وزير البحر: ظهر هذا المنصب في عهد الحسن الأول وانحصرت وظيفته في جمع وفحص شكاوي الجاليات والوفود الأجنبية وكذا الاهتمام بقضايا المحميين القنصليين وتحضير مشاريع الاتفاقيات والمعاهدات مع الدول الأجنبية.
وزير الشكايات: هو «صاحب المظالم» عند السعديين ويتكلف بتلقي شكاوي الرعايا والقبائل ثم رفعها للسلطان قصد الفصل فيها.
العلاف الكبير: لم يكن وزيرا للحرب بل المكلف الأول بتموين الجيش والسرايا والحركات وتجهيزه بالسلاح والعتاد ومنحه الأجور، كما كان يشرف على المصاريف الشهرية لمخازنية البلاد الداخليين.
أمين الأمناء: ووظيفته تشبه وظيفة وزير المالية الحالي.

### البنيات الجهوية الغير ممركزة
لم يكن النظام المحلي قبل الحماية نظاما موحدا، فسلطة المخزن لم تكن تسري إلا في «بلاد المخزن» حيث القبائل خاضعة خضوعا تاما للمخزن ومن يمثلونه في مجالها، بينما لم تقر القبائل «السائبة» إلا بالسلطة الروحية للسلطان وبالتالي فالامتدادات المحلية للمخزن السلطاني لم تقم له قائمة إلا فوق تراب القبائل الخاضعة.
- خليفة السلطان: يختار عادة من أبناء السلطان أو إخوته، ويعين على رأس الأقاليم المهمة ويعد ممثلا رئيسا للسلطان من الناحية الرمزية والسياسية والإدارية والعسكرية.
- الباشا: كان يعين عادة على رأس مدينة، حتى إبرام عقد الحماية حيث ستطلق السلطات الاستعمارية على بعض قواد القبائل لقب الباشا ويعين من طرف السلطان لأجل المحافظة على النظام العام في المدن عن طريق «المقدمين».
- القائد: يعين على رأس القبيلة التي ينتمي إلى إحدى عائلاتها العريقة ذات النفوذ السياسي فيها، ويقوم القائد بثلاث مهام أساسية: تحصيل الضرائب العادية والقضاء ثم القيام بالحملات العسكرية واستقطاب الجند، ويساعده في مهامه الشيوخ والمخازنية.

## المخزن الشريف
بدأ استخدام عبارة «المخزن الشريف» في المراسلات والظهائر وعند المؤرخين مرادفة لعبارة «الدولة الشريفة» مع بداية الدولة العلوية التي صار فيها المخزن دولة قائمة بذاتها عندما استقر أمرها وتكرس بذلك الخلط المطلق بين مفاهيم الدولة والمخزن والحكم السياسي والجهاز المعتمد للقيام بالأعمال.
كانت دار المخزن تتألف من آلاف الخدمة والحشم والحرس ويشرف الحاجب على قسمها الداخلي بينما يهتم قائد المشور بالقسم الخارجي الخاص بالإستقبالات والأوامر الملكية والاتصالات مح القبائل. وللحاجب نائب يعينه على تسيير أعمال أصحاب الوضوء والغطاء والماء وافراك (الاخبية السلطانية أو السكرية المتنقلة) والسكين (أي الجزار) والفراش والملحفة (وسائل التنقل) و«الروى» (أي اسطبلات الخيل) وكان على رأس كل فرقة قائد يساعده خليفة . أما قائد المشور فقد كان له نائبان يعينانه على ضبط علاقة القصر عن طريق «المشاورية» بالبنيقات أو مكاتب الوزراء وكبار البلاط.
وكانت مسطرة «الاقتبالات» أن الصدر الأعظم يتلقى الطلب فيرفعه إلى السلطان الذي يكلف عند الرضى قائد مشور بتنظيم المقابلة التي يحضرها الحاجب أحيانا. وقد كان إلى جانب المشاورية طائفة المسخرين أو الرقاصة من قبائل الجيش يكلفون بنقل الرسائل بين القصر والقبائل ويتجلى اهتمام السلطان بهؤلاء الأعوان في الإشراف المباشر، على قائدهم.

## أعلام

علم السعديين[35]
علم العلويين [36][37]
علم آخر للعلويين